# Adrien Finck
Adrien Finck (* 1930 in Hagenbach (Sundgau); † 8. Juni 2008) war ein elsässischer Schriftsteller und Hochschullehrer.

## Leben
Finck studierte an der Universität Straßburg und der Universität Paris. 1973 erhielt er einen Ruf auf eine Professur für deutsche und elsässische Literatur an der Universität Straßburg. Sein Forschungsschwerpunkt war die elsässische Literatur. Daneben hat er vor allem Arbeiten zu Werken von Georg Trakl, Friedrich Hölderlin und Rainer Maria Rilke veröffentlicht.
Adrien Finck hat sich auch mit einer Reihe von Gedichten im elsässischen Dialekt hervorgetan.

## Mitgliedschaften und Ehrungen
- Vizepräsident des elsässischen und lothringischen Schriftstellerverbandes
- Mitglied der Deutschen Akademie für Sprache und Dichtung
- Herausgeber der Revue alsacienne de littérature
- Bundesverdienstkreuz am Bande (5. Juni 1990)[1]
- Prix Strasbourg de la Fondation F.V.S. (1974)
- Preis der Joseph-E.-Drexel-Stiftung (1975)
- Oberrheinischer Kulturpreis (1983)
- Johann-Peter-Hebel-Preis (1992)

## Schriften
- Nachrichten aus dem Elsass - Hildesheim : Olms (1977)
- Nachrichten aus dem Alemannischen - Hildesheim : Olms (1979)
- La Poésie en Alsace depuis 1945, anthologie trilingue de la poésie contemporaine en Alsace - Saverne : Ensemble artistique des Vosges du Nord (1979)
- Mülmüsik - Kehl : Morstadt (1980)
- In dieser Sprache - Hildesheim : Olms (1981)
- Handschrift - Kehl : Morstadt (1982)
- Der Sprachlose - Kehl : Morstadt (1985)
- Neue Nachrichten aus dem Elsass - Hildesheim : Olms (1985)
- Littérature alsacienne, XXè siècle - Strasbourg : SALDE (1990)
- Langue de plaisir - Mundolsheim : APEPLA (1988)
- `S Beispiel vom Bàim[2]
- Lire Claude Vigée - Strasbourg : CRDP Strasbourg (1990)
- mit Hans Weichselbaum (Hrsg.): Trakl in fremden Sprachen. Internationales Forum der Trakl-Übersetzer. Trakl-Studien – Band 17, Otto Müller Verlag, Salzburg 1991, ISBN 3-7013-0798-9.
- mit Hans Weichselbaum (Hrsg.): Antworten auf Georg Trakl. Trakl-Studien – Band 18, Otto Müller Verlag, Salzburg 1992, ISBN 3-7013-0839-X.
- „Geistiges Elsässertum“. Beiträge zur deutsch-französischen Kultur. Landau, Pfälzische Verlagsanstalt, Mit fotografischen Abbildungen von Uwe Seyl. 127 S. (1992).
- Gedichte - Strasbourg : Oberlin (1994)
- Käskidi.  allmende No. 40/41:79-80. (1994)
- La stratégie du lierre. Essai sur l'identité alsacienne. Le Drapier Editeur (1995)
- René Schickelé - Strasbourg : Société alsacienne et lorraine de diffusion et d’édition (1999)
- Sesenheim nirgendwo und andere Geschichten. Verlag K.F.Geißler (1999)
- Claude Vigée, un témoignage alsacien - Strasbourg : La Nuée bleue (2001)
- Elsässische Literatur heute. allmende No. 73 : 101-106 (2004)
- „ewwe dorum, drotzdemm, drotzdemm“ -  Gegenwarts- und Zukunftsperspektiven der elsässischen Literatur. allmende No. 76:51-55. (2005)